# Mordwinien-Arena
Die Mordwinien-Arena (russisch Мордо́вия Аре́на Mordówija Aréna) ist ein Fußballstadion in der russischen Stadt Saransk, Republik Mordwinien. In der Anlage wurden vier Spiele der Fußball-Weltmeisterschaft 2018 ausgetragen. Die Fußballarena ist außerdem die neue Heimat vom Fußballclub Mordowija Saransk. Die Gesamtfläche des Baus umfasst 122.700 Quadratmeter. Die Arena befindet sich im Stadtzentrum und liegt fußläufig von den wichtigsten Einrichtungen der städtischen Infrastruktur. Die Grundlage für das Erscheinungsbild des Stadions war die Sonne – das wichtigste Symbol der alten Mythen und Legenden des mordwinischen Volkes. Nach der Weltmeisterschaft ist geplant, das Stadion in das größte in Saransk und Mordwiniens Sport-, Kultur- und Freizeitzentrum umzuwandeln.

## Geschichte
Die Entscheidung für die Errichtung des Stadions in Saransk war bereits getroffen worden, bevor Russland zum Gastgeber der Fußball-Weltmeisterschaft bestimmt wurde. Zu Beginn der WM 2018 sollte das Stadion über 44.442 Sitzplätze verfügen. Nach Abschluss des Turniers soll das Stadion auf eine dauerhafte Kapazität von 25.000 Plätzen zurückgebaut werden. Nach vorläufigen Planungen sollte die Form und Farbe der neuen Arena der roten Sonne in der Flagge von Mordwinien ähneln.
Der Baubeginn fand im Jahr 2010 statt, als in der Region Wolgograd Straßen in den Auen des Flusses Insar gebaut wurden. Ursprünglich war die Fertigstellung des Stadions für 2012 geplant und sollte mit zwei Ereignissen zusammenfallen: dem 1000. Jahrestag der Vereinigung Mordwiniens mit den Völkern des russischen Staates und den Olympischen Spielen 2012. Anschließend wurde die Eröffnung des Stadions auf 2017 verschoben.
Der Bauherr des Stadions ist die Firma „Sport-Engineering“. Am 2. November 2017 war das erste Rasenmähen. Das erste Spiel im Stadion fand am 21. April 2018 statt. Ende 2017 erhielt das Stadion in Saransk sein heutiges Aussehen. Ein Skelett aus Metallkonstruktionen wurde mit dekorativen Platten gedeckt, die jetzt das Bild der Anlage bestimmen. Auch der Innenausbau, die Installation von Aufzügen und Infrastrukturarbeiten rund um das Stadion wurden abgeschlossen.
Am 9. April 2018 erhielt das Stadion von der FIFA die Genehmigung für den Spielbetrieb. Die Mordwinien-Arena ist eine der letzten Spielstätten der WM, die die Betriebsgenehmigung erhielt. Nur die Kosmos-Arena in Samara wurde später, am 28. April 2018, fertiggestellt.

## Technische Daten und Konstruktionsmerkmale
Das Stadion hat einen hohen zweistöckigen Stylobat. Die aus Metallplatten bestehende Hülle des Stadions geht in das Dach über. Die Westfassade des Stadions richtet sich gegen das Stadtzentrum und das Ufer des Flusses Insar. Um eine gute Sicht zu gewährleisten, ist kein Zuschauerplatz weiter als 90 Meter vom Mittelkreis entfernt. Die Tribünen sind in vier Sektoren und Subsektoren aufgeteilt. Jeder Sektor hat eigene Eingänge, Rettungsausgänge, Imbissstände, Hilfsstellen und barrierefreie Toiletten. Auf den Tribünen sind Plätze für Rollstuhlfahrer und ihre Begleitpersonen sowie Plätze für Menschen mit Hörbehinderung, die sich in Sichtweite von Informationstafeln und LED-Bildschirmen befinden. Es gibt einen getrennten Familien-Sektor, in dessen Nähe sich Kinderspielzimmer befinden. Dazu sind VIP-Plätze und eine Präsidenten-Loge eingerichtet. Ferner gibt es Plätze für Medien, einen Raum für Pressekonferenzen, die Mixed-Zone für die Kommunikation der Presse mit den Spielern, sowie ein eigenes TV- und Hörfunkstudio. Nach der Weltmeisterschaft soll das Stadion in das größte Sport-, Kultur- und Freizeitzentrum in Saransk und Mordwinien umgewandelt werden.

## Spiele der Fußball-WM 2018 in Saransk
In Saransk wurden vier Gruppenspiele der Fußball-Weltmeisterschaft 2018 ausgetragen.
| Datum         | Gruppe   | Mannschaft | Mannschaft | Ergebnis  | Zuschauer |
| ------------- | -------- | ---------- | ---------- | --------- | --------- |
| 16. Juni 2018 | Gruppe C | Peru       | Dänemark   | 0:1 (0:0) | 40.502    |
| 19. Juni 2018 | Gruppe H | Kolumbien  | Japan      | 1:2 (1:1) | 40.842    |
| 25. Juni 2018 | Gruppe B | Iran       | Portugal   | 1:1 (0:1) | 41.685    |
| 28. Juni 2018 | Gruppe G | Panama     | Tunesien   | 1:2 (1:0) | 37.168    |